# 郴州北湖机场
郴州北湖机场是位于中华人民共和国湖南省郴州市北湖区内的一所民用机场，于2021年9月16日通航。

## 历史
2019年1月，郴州北湖机场正式动工。
2021年3月，郴州北湖机场首次飞行校验。
2021年9月16日，郴州北湖机场正式通航，初期开通郴州-北京、上海-郴州-北海两条航线。同年10月底开通贵阳-郴州-温州、昆明-郴州-泉州等航线。

## 航点
| 航空公司     | 目的地                     |
| ------------ | -------------------------- |
| 吉祥航空     | 上海浦东                   |
| 中国联合航空 | 北京大兴                   |
| 华夏航空     | 宁波、成都天府、福州、重庆 |
| 首都航空     | 西安、海口、南京           |
| 天津航空     | 天津                       |